# Efecte estroboscòpic

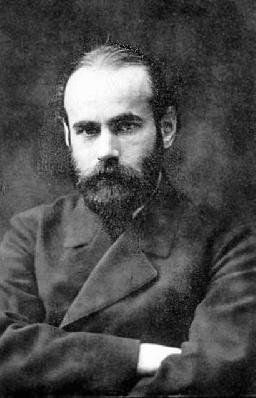
Desenvolupador de l'efecte

L'efecte estroboscòpic és un efecte òptic que produeix el moviment il·lusori necessari per a la projecció cinematogràfica. Ho desenvolupà Max Wertheimer, del corrent de la Gestalt.
Aquest fenomen es deu al fet que una sensació lluminosa en l'ull no desapareix a l'instant, és a dir, que la imatge queda fixa a l'ull durant algunes centèsimes de segon perquè pugui ser assimilada. Aquesta inèrcia visual fa que el ''parpelleig'' de les làmpades no sigui perceptible per la vista (excepte si es tracta de freqüències més baixes de 25 cps). El clar exemple n'és el cinematògraf, on les imatges se succeeixen a raó de 37 per segon i que gràcies a la inèrcia visual no percebem.
Aquest efecte es pot evitar si es connecta els orígens de la llum de manera alterna en les tres fases d'un sistema trifàsic de 3 o 4 fils de distribució.

Gif

Segons la freqüència del flaix, l'element pot semblar aturat o girant ensentit invers

## Història
Ho desenvolupà Max Wertheimer, del corrent de la Gestalt. El seu experiment consistí a posar dues barres de llum a un centímetre de distància i anar variant la velocitat i l'interval en què s'encenien les llums fins a assolir que es percebés un moviment continu. Ho aconseguí entre els 60 i els 200 mil·lisegons (a major velocitat la il·luminació sembla simultània i a menor velocitat es distingeix clarament que primer s'il·lumina una i després l'altra).
En aquest fenomen estan basats els estroboscopis, emprats per a examinar amb detall i sense contacte físic el comportament de parts mecàniques en moviment. Els estroboscopis seran un dels elements previs al projector cinematogràfic que es basa en aquest efecte per a la percepció del moviment continu entre fotogrames..
Els centelleigs d'il·luminació normalment són produïts mitjançant un llum de descàrrega gasosa com, per exemple, un llum fluorescent, encara que generalment s'empren llums de flaix per la seva major intensitat lluminosa.

## Explicació
L'estroboscopi s'utilitza en l'anàlisi mecànica. Pot tractar-se d'una "llum estroboscòpica" que es dispara a una velocitat regulable. Per exemple, un objecte gira a 60 revolucions per segon: si s'observa amb una sèrie de centellejos curts a 60 vegades per segon, cada centelleig il·lumina l'objecte en la mateixa posició del seu cicle de rotació, per la qual cosa sembla que l'objecte està immòbil. A més, a una freqüència de 60 centellejos per segon, la persistència visual suavitza la seqüència de centellejos, de manera que la imatge percebuda és contínua.
Si el mateix objecte en rotació es veu a 61 centellejos per segon, cada centelleig l'il·luminarà en una part lleugerament anterior del seu cicle de rotació. Es produiran seixanta-un centellejos abans que l'objecte torni a veure's en la mateixa posició, i la sèrie d'imatges es percebrà com si estigués girant cap enrere una vegada per segon. Pot produir-se un efecte estroboscòpic.
El mateix efecte es produeix si l'objecte s'observa a 59 centellejos per segon, amb la diferència que cada centelleig l'il·lumina una mica més tard en el seu cicle de rotació i, per tant, l'objecte semblarà girar cap endavant.
El mateix podria aplicar-se a altres freqüències, com els 50 Hz característics de les xarxes de distribució elèctrica de la majoria dels països del món.
En el cas de les imatges en moviment, l'acció es capta com una sèrie ràpida d'imatges fixes i pot produir-se el mateix efecte estroboscòpic.

### Conversió d'àudio a partir de patrons lluminosos
L'efecte estroboscòpic també intervé en la reproducció d'àudio. Els discos compactes es basen en els reflexos estroboscòpics del làser de la superfície del disc per a ser processats (també s'utilitza per a dades informàtiques). Els DVD i els discos Blu-ray tenen funcions similars.
L'efecte estroboscòpic també juga un paper important en els micròfons làser.

## Efecte roda de vagó
Les càmeres de cinema solen filmar a 24 fotogrames per segon. Encara que no és probable que les rodes d'un vehicle girin a 24 revolucions per segon (ja que seria extremadament ràpid), suposem que cada roda té 12 radis i gira a només dues revolucions per segon. Si es filma a 24 fotogrames per segon, els radis apareixeran exactament en la mateixa posició en cada fotograma. Per tant, la roda es percebrà com a immòbil. De fet, cada radi capturat fotogràficament en qualsevol posició serà un radi real diferent en cada fotograma successiu, però com els radis són gairebé idèntics en forma i color, no es percebrà cap diferència. Així, mentre el nombre de vegades que gira la roda per segon sigui un factor de 24 i 12, la roda semblarà immòbil.
Si la roda gira una mica més a poc a poc que dues revolucions per segon, la posició dels radis es veurà una mica més retardada en cada fotograma successiu i, per tant, la roda semblarà estar girant cap enrere.

## Efectes no desitjats en la il·luminació comuna
L'efecte estroboscòpic és un dels artefactes lluminosos temporals particulars. En aplicacions d'il·luminació comunes, l'efecte estroboscòpic és un efecte no desitjat que pot fer-se visible si una persona està mirant un objecte en moviment o en rotació que està il·luminat per una font de llum modulada temporalment. La modulació temporal de la llum pot provenir de fluctuacions de la pròpia font lluminosa o pot deure's a l'aplicació de determinades tecnologies d'atenuació o regulació del nivell de llum. Una altra causa de les modulacions de la llum poden ser els llums amb atenuadors externs del tipus de modulació per amplada de polsos sense filtrar. Si això és així, pot comprovar-se amb un fidget spinner giratori.

### Efectes
Diversos comitès científics han avaluat els possibles aspectes relacionats amb la salut, el rendiment i la seguretat derivats de les modulacions temporals de la llum, inclòs l'efecte estroboscòpic. Els efectes adversos en àmbits d'aplicació comunes de la il·luminació inclouen molèsties, reducció del rendiment en les tasques, fatiga visual i mal de cap. Els aspectes de visibilitat de l'efecte estroboscòpic es recullen en una nota tècnica de la Comissió Internacional d'Il·luminació, i en la tesi de Perz.
Els efectes estroboscòpics també poden donar lloc a situacions insegures en llocs de treball amb maquinària en moviment o rotació ràpida. Si la freqüència de la maquinària de rotació ràpida o de les peces mòbils coincideix amb la freqüència, o múltiples de la freqüència, de la modulació de la llum, la maquinària pot semblar immòbil, o moure's amb una altra velocitat, la qual cosa pot donar lloc a situacions perilloses. Els efectes estroboscòpics que es fan visibles en objectes giratoris també es coneixen com a efecte roda de vagó.
En general, els efectes no desitjats en la percepció visual d'un observador humà induïts per fluctuacions en la intensitat de la llum es denominen artefactes lluminosos temporals.
En algunes aplicacions especials, les modulacions temporals de la llum també poden induir efectes desitjats. Per exemple, un estroboscopi és una eina que produeix breus centellejos repetitius de llum que poden utilitzar-se per a mesurar freqüències de moviment o per a analitzar o cronometrar objectes en moviment. També l'entrenament visual estroboscòpic és una eina recent, destinada a millorar el rendiment visual i perceptiu dels esportistes mitjançant l'execució d'activitats en condicions d'il·luminació modulada o visió intermitent.